# آنچه از تو برایم ماند
آنچه از تو برایم ماند (به ترکی استانبولی: Senden Bana Kalan) یک فیلم ترکی است که در تاریخ ۱۷ آوریل ۲۰۱۵ منتشر شده‌است.

## خلاصه داستان
اوزگور (اکین کوچ) یک پسر جوان که والدین خود را از دوران کودکی از دست داده‌است، وارث ثروت پدربزرگش بود، اما یکی از شرایط این است که او باید در یک روستا زندگی کند، در غیر این صورت به یک خیریه اهدا خواهد شد. اوزگور به آن روستا می‌رود و او یک دختر را به نام الیف (نسلیهان آتاگول) ملاقات می‌کند.

## بازیگران و شخصیت‌ها
| بازیگر           | شخصیت      |
| ---------------- | ---------- |
| نسلیهان آتاگول   | الیف       |
| اکین کوچ         | اوزگور     |
| حیاتی اکباس      | طوفان      |
| ویلما الس        | اما        |
| سیلویو بهموراس   | گوزلوک     |
| گامزه پلین گوکچه | مراکلی     |
| زینب کانکوند     | صالحه      |
| هاکان کاراهان    | وکیل حمدی  |
| دوگا کوناکوغلو   | توسون      |
| دیلا پکدمیر      | امل        |
| طوفان ساولااوغلو | سلمان      |
| صالح اوزمنر      | مدیر نیهات |
| بوگرا اوزمولدور  | منفی       |